# Compton Gamma Ray Observatory
Het Compton Gamma Ray Observatory (CGRO) was een ruimtetelescoop die van 1991 tot 2000 röntgenstraling en gammastraling heeft gemeten met energieën tussen 20 keV en 30 GeV. Na een voorbereidingstijd van 14 jaar werd de ruimtetelescoop gelanceerd op 5 april 1991 met de missie STS-37 van spaceshuttle Atlantis.

## Achtergrond
Om de Van Allen-gordels te vermijden bevond het CGRO zich op gemiddeld 450 km hoogte in een lage omloopbaan rond de aarde waar het heeft gewerkt tot 4 juni 2000. Met een massa van 17.000 kilo was het CGRO toen de zwaarste astronomische satelliet. De bouwkosten van de ruimtetelescoop waren 617 miljoen dollar. De telescoop maakte deel uit van het Great Observatories-programma van de NASA, samen met de Ruimtetelescoop Hubble, het Chandra X-ray Observatory, en de Spitzer Space Telescope. Na de Ruimtetelescoop Hubble was het de tweede telescoop van het programma die werd gelanceerd. Het CGRO was genoemd naar de Nobelprijswinnaar Arthur Holly Compton die veel werk heeft gedaan op het gebied van gammastraling. De telescoop was gebouwd door TRW (nu Northrop Grumman Aerospace Systems) in Redondo Beach, Californië. Het project was een samenwerking van NASA, de European Space Agency, het United States Naval Research Laboratory, en verschillende universiteiten.

## Instrumenten
Aan boord van het GCRO bevonden zich de volgende vier instrumenten:
Burst And Transient Source ExperimentHet Burst And Transient Source Experiment (BATSE) zocht over de hele hemel naar uitbarstingen van gammaflitsen en andere variabele bronnen van gammastraling.  BATSE had acht detectoren die gevoelig waren voor straling tussen 20 keV en 1 MeV. Door vergelijking van de straling in de verschillende detectoren kon de positie van een bron worden bepaald, evenals de spectrale energieverdeling. BATSE vond gemiddeld een gammaflits per dag.
Oriented Scintillator Spectrometer ExperimentHet Oriented Scintillator Spectrometer Experiment (OSSE) bestond uit vier detectoren die gevoelig waren tussen 50 keV en 10 MeV en die afzonderlijk bestuurd konden worden. Hierdoor kon de straling op en naast een bron gemeten en het bronsignaal voor achtergrondstraling gecorrigeerd worden. Het oplossend vermogen van OSSE was 3.8° x 11.4°. OSSE heeft het spectrum bepaald van lijnemissie die vrijkomt bij radioactief verval in zonnevlammen en in supernovaresten, evenals van de 511 keV lijn veroorzaakt door elektron - positron annihilatie in het Galactisch centrum.
Imaging Compton TelescopeDe Imaging Compton Telescope (COMPTEL) maakte gebruik van het compton-effect om een afbeelding te maken van de gammastraling afkomstig van een hemellichaam met een resolutie van ongeveer een booggraad. Ook kon met behulp van COMPTEL de spectrale energieverdeling tussen 0,75 en 30 MeV worden bepaald. Met COMPTEL werden actieve sterrenstelsels, radioactieve supernovaresten, en diffuse gammastraling van moleculaire reuzenwolken waargenomen.
Energetic Gamma Ray Experiment TelescopeDe Energetic Gamma Ray Experiment Telescope (EGRET) bestudeerde de hoogst-energetische gammastraling tussen 20 MeV en 30 GeV. Met behulp van EGRET werd de verdeling van gammastraling bepaald van gammaflitsen, pulsars, blazars, en van diffuse gammastraling.

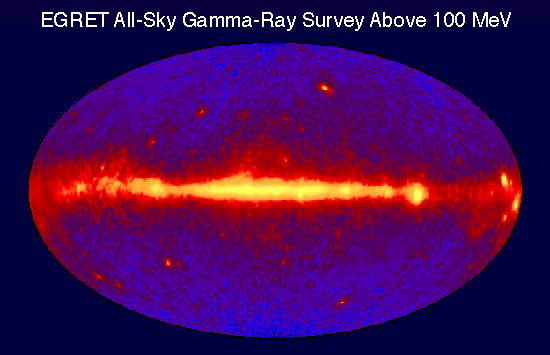
EGRET-kaart van de hele hemel
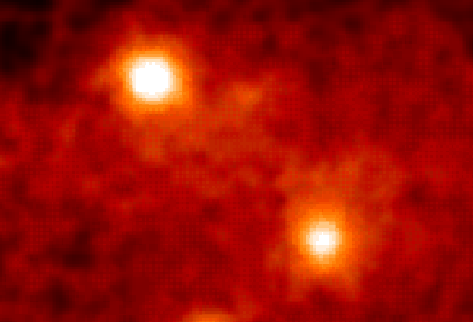
de Krabnevel in gammastraling
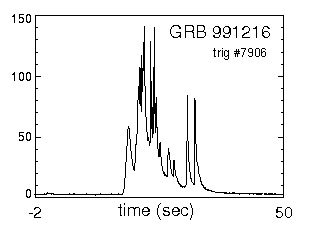
een gammaflits
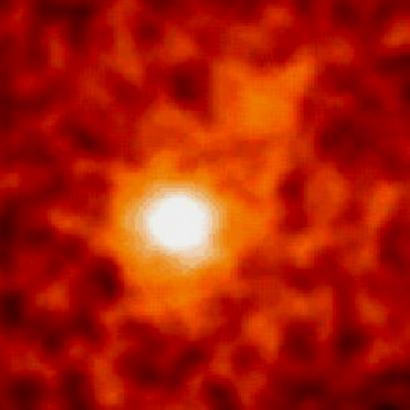
de quasar 3C 279